# Acridotarsa
Acridotarsa is een geslacht van vlinders van de familie echte motten (Tineidae), uit de onderfamilie Tineinae.

## Soorten
- A. celsella (Walker, 1863)
- A. conglomerata (Meyrick, 1922)
- A. chalcathra (Diakonoff, 1968)
- A. melipecta (Meyrick, 1915)
- A. mylitis Meyrick, 1893
- A. nasutitermina (Silvestri, 1944)
- A. satyrodes (Meyrick, 1910)